# Mimacraea obsolescens
Mimacraea obsolescens är en fjärilsart som beskrevs av Hawker-smith 1926. Mimacraea obsolescens ingår i släktet Mimacraea och familjen juvelvingar. Inga underarter finns listade i Catalogue of Life.